# Cissus bahiensis
Cissus bahiensis är en vinväxtart som beskrevs av J. A. Lombardi. Cissus bahiensis ingår i släktet Cissus och familjen vinväxter. Inga underarter finns listade i Catalogue of Life.